# Charlotta Larsson (operasångare)
Charlotta Larsson, född 1966, är en svensk opera- och konsertsångerska (sopran).
Larsson utbildade sig vid Operahögskolan i Stockholm. Hon debuterade 1990 vid Norrlandsoperan i rollen som Signe i Wilhelm Stenhammars opera Gillet på Solhaug. Hon har varit engagerad vid Kungliga Operan, Folkoperan och Den Norske Opera i Oslo, men är sedan 2001 vid Malmö Opera. Bland hennes roller märks Tatjana i Pjotr Tjajkovskijs Eugen Onegin, Violetta i Giuseppe Verdis La traviata, Grevinnan i Wolfgang Amadeus Mozarts Figaros bröllop och Mimì i Giacomo Puccinis La bohème.